# 무지개떡
무지개떡은 떡의 종류 중 하나이다. 백일, 돌, 결혼식, 회갑, 환갑 등 귀한 잔칫날에나 쪘던 떡이고, 색편 또는 오색편이라고도 한다. 멥쌀가루를 나누어 갖가지로 색을 들이고 체에 가루를 내린 후 설탕과 꿀을 넣고 섞어서 색색별로 한 층씩 쌓아 시루에 쪄낸 것이 무지개떡이다. 멥쌀가루에 색을 들이지 않고 하얗게 한 무리로 쪄낸 것을 백설기라 부른다.
색이 다른 쌀가루를 켜로 두고 찌지만 고물을 두지 않고 찌므로 찌는 떡 중 무리떡에 속하고 무지개처럼 색색이 고와서 무지개떡이라 부른다. 옛날부터 만들어진 전통떡은 아니고 근래에 들어서 만들어진 떡으로 색을 들이는 재료는 인공 색소보다 천연 색소가 은은한 색이 곱고 조화롭다. 색을 내는 천연 재료로는 치자물, 석이버섯가루, 쑥가루, 백년초가루 등이 쓰인다.

## 같이 보기
- 떡
- 시루떡
- 백설기